# Pacific Coast Cobra
Pacific Coast Cobra Inc. war ein US-amerikanischer Hersteller von Automobilen.

## Unternehmensgeschichte
Das Unternehmen wurde am 11. Juni 1984 in Mentone in Kalifornien gegründet. Andere Quellen nennen das benachbarte Redlands. 1984, etwa 1984 oder 1985 begann die Produktion von Automobilen. Der Markenname lautete Pacific Coast, evtl. mit dem Zusatz Cobra. 1986 endete die Produktion.
Nach dem 5. März 1990 ist nichts mehr bekannt.

## Fahrzeuge
Im Angebot standen drei Nachbildungen des AC Cobra. Der 289 FIA entsprach dem AC Cobra 289 und der 427 dem AC Cobra 427. Beide hatten einen Gitterrahmen mit 2322 mm Radstand. Verschiedene V8-Motoren von Chevrolet und Ford trieben die Fahrzeuge an. Teile der Vorderachse stammten vom MG B und die Hinterachse von Jaguar.
Der 460 war dem Cobra von Stallion nachempfunden. Hier betrug der Radstand 2411 mm.